# 2022 en Inde
Chronologie de l'Inde
- 2018
- 2019
- 2020
- 2021
- 2022
- 2023
- 2024
- 2025
- 2026

Cette page concerne les évènements survenus en 2022 en Inde :

## Évènements
- 13 janvier : l'accident de train de Maynaguri (Bengale-Occidental) fait neuf morts.
- 15 janvier : L'Inde fête son 74e Jour de l'Armée.
- Mars-mai : canicule  en Inde et au Pakistan.
- 18 juillet : élection présidentielle, Draupadi Murmu est élue.
- 25 juillet : Droupadi Murmu reçoit l'investiture en tant que présidente de l'Inde.
- 30 octobre : l'effondrement du pont de Morvi dans le Gujarat fait au moins 141 morts.

## Sport
- Championnat d'Inde de football 2021-2022
- Championnat d'Inde de football 2022-2023
- Indian Super League 2021-2023
- Indian Super League 2022-2021

## Décès
- Lata Mangeshkar, chanteuse, compositrice et productrice.